# Adventivrot

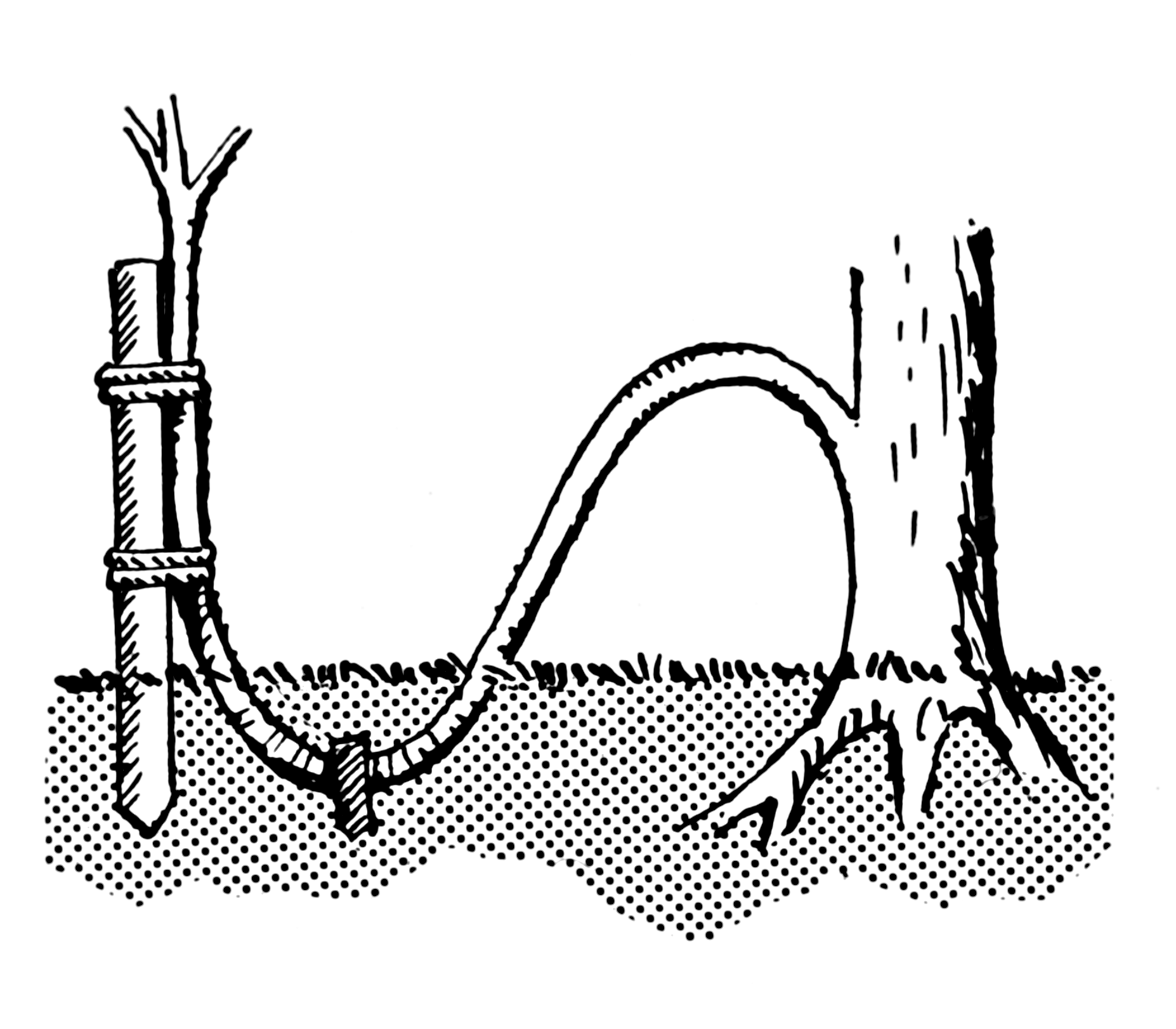
Avläggning, där en gren böjs ned i jorden för att gynna adventivrotsbildning.

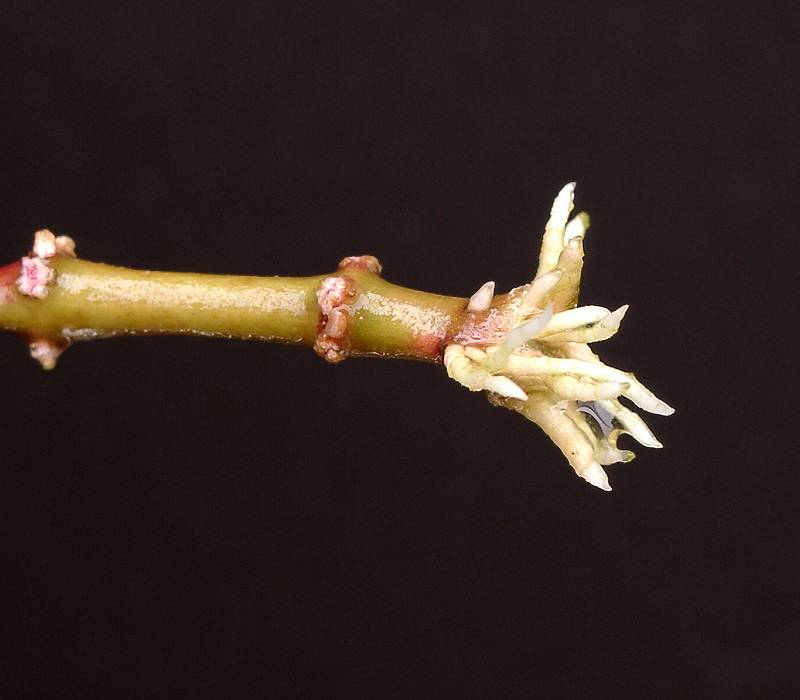
Stickling med adventivrötter.

Adventivrot, eller birot är en rot som bildas där den normalt inte bildas, till exempel sticklingars rötter. Rötter som har sitt ursprung i embryots nedre del (rotanlaget, primroten) är vanliga rötter. Dessa är huvudrot, pålrot och sidorötter. Rötter som bildas från stammen (även underjordiska stammar), från bladskaft, från blad eller någon annan del är adventivrötter.
Förmågan att bilda adventivrötter är olika i olika växtgrupper. En stor förmåga till adventivrotsbildning gör att en växt kan ha lätt att sprida sig vegetativt och bilda en naturlig klon. Sådana växter är lätta att ta sticklingar av och det är en stor fördel om arten ska användas kommersiellt. Barrträd har svårt att bilda adventivrötter och det gör att barrskogsplantor måste fröförökas.

## Fotnoter
1. ↑  Botanik. Systematik Evolution Mångfald. Marie Widén, Björn Widén (red) ISBN 978-91-44-04304-3